# 电子游戏中的人工智能
电子游戏中的人工智能是電子遊戲中的一種特性，自1948年电子游戏诞生以来，人工智能一直是电子游戏中不可或缺的部分。它可以讓非玩家角色像正常的人类那樣懂得對外界作出反應。 与学术領域的人工智能不同的是，电子游戏中的人工智能並不是讓玩家作出更好的決策，而是可以提高游戏玩家遊玩的体验。 